# Lillasyster
Lillasyster (en español: hermanita) es una banda sueca de rock procedente de Gotemburgo y surgida en 2004 mediante las cenizas del grupo de nu metal LOK. Inicialmente el grupo se denominaba Rallypack pero a partir de 2006 decidieron cambiar de nombre al actual, cuyo significado es hermanita en sueco. Musicalmente se les podría describir como una combinación de diferentes estilos musicales como el heavy metal, rock alternativo, punk rock, hardcore, hiphop e incluso pop. La mayoría de sus canciones están cantadas en sueco, aunque también se ha utilizado el inglés. El disco Stormtrooper Boombox (2023) está compuesto enteramente en inglés.

## Miembros

### Actuales
- Martin Westerstrand – voz principal (2006–presente)
- Max Flövik – guitarras (2006–presente)
- Ian-Paolo Lira – batería (2006–presente)
- Andreas Andy Oh My God Bladini – bajo (2010–presente)

### Pasados
- Daniel Cordero - bajo (2007-2010)

## Discografía
- Hjärndöd musik för en hjärndöd generation (Álbum) - 2007
- Det här är inte musik, det här är kärlek (Álbum) - 2009
- Hjärndöd kärlek (Recopilatorio) - 2010
- 3 (Álbum) - 2012
- Tala är silver, skrika är guld. (Recopilatorio) - 2013
- 4 (Álbum) - 2016
- Svensk Jävla Metal (EP) - 2018
- Svensk Jävla Metal (Álbum) - 2021
- Stormtrooper Boombox (Álbum) - 2023

### Sencillos
- Berätta det för Lina - 2007
- Kräkas - 2007
- Umbrella - 2007
- Popp i Topp - 2008
- Bombardier - 2008
- Rad efter rad (Dreamhack Anthem) - 2009
- Jag är här nu - 2009
- Så jävla bra - 2011
- Motley Crew - 2012
- Roar - 2013
- Krossat glas - 2015
- Enemy - 2020
- War Machine - 2020
- My Back and Your Knife - 2020
- Pretender - 2021